# 1947 na ciência

## Eventos
- Criação da câmera Polaroid.
- Theodor Adorno e Max Horkheimer finalizam, em solo norte-americano, a obra Dialética do Esclarecimento.
- William Shockley, John Bardeen e Walter Brattain inventam o primeiro transistor

## Nascimentos
| Data            | Nome                                 | Profissão                                                     | Nacionalidade  | Observações                                                               | Ref         |
| --------------- | ------------------------------------ | ------------------------------------------------------------- | -------------- | ------------------------------------------------------------------------- | ----------- |
| 15 de janeiro   | Martin Chalfie                       | cientista                                                     | Estados Unidos |                                                                           |             |
| 24 de janeiro   | Michio Kaku                          | físico                                                        | Estados Unidos |                                                                           |             |
| 25 de janeiro   | Newton Faller                        | cientista da computação                                       | Brasil         |                                                                           |             |
| 28 de janeiro   | Fernando Carvalho Rodrigues          | cientista                                                     | Portugal       |                                                                           |             |
| 29 de janeiro   | Linda B. Buck                        | biológa                                                       | Estados Unidos | Prêmio Nobel de Fisiologia ou Medicina em 2004                            |             |
| 20 de fevereiro | Renato Marcos Endrizzi Sabbatini     | biomédico, cientista da computação, professor e administrador | Brasil         |                                                                           |             |
| 27 de fevereiro | Alan Guth                            | físico e cosmologista                                         | Estados Unidos |                                                                           |             |
| 1 de maio       | Jacob David Bekenstein               | físico                                                        | México         |                                                                           |             |
| 15 de abril     | Claudio Bunster                      | físico                                                        | Chile          |                                                                           |             |
| 15 de junho     | Alain Aspect                         | físico                                                        | França         |                                                                           |             |
| 16 de julho     | Mayana Zatz                          | bióloga molecular e geneticista                               | Brasil         |                                                                           |             |
| 20 de julho     | Gerd Binnig                          | físico                                                        | Alemanha       | Nobel de Física 1986                                                      | [ 2 ]       |
| 21 de agosto    | Ben Shneiderman                      | cientista de computação                                       | Estados Unidos |                                                                           |             |
| 21 de agosto    | Margaret Chan                        | médica                                                        | China- Canadá  | ex-diretora-geral da Organização Mundial da Saúde (OMS)                   |             |
| 1 de outubro    | Aaron Ciechanover                    | bioquímico                                                    | Israel         | Nobel de Química 2004 Prémio Albert Lasker de Pesquisa Médica Básica 2000 | [ 4 ] [ 5 ] |
| 17 de outubro   | Augusto Damineli                     | astrónomo                                                     | Brasil         |                                                                           |             |
| 7 de novembro   | Herculano Marcos Ferraz de Alvarenga | médico e cientista paleontólogo                               | Brasil         |                                                                           |             |
| 2 de dezembro   | Jean-Louis Colliot-Thélène           | matemático                                                    | França         | Prémio Fermat 1991                                                        | [ 6 ]       |
| 8 de dezembro   | Thomas Cech                          | bioquímico                                                    | Estados Unidos | Nobel de Química 1989 Prémio Albert Lasker de Pesquisa Médica Básica 1988 | [ 4 ] [ 5 ] |
| ??              | Ronald Rivest                        | matemático e criptólogo                                       | Estados Unidos |                                                                           |             |
| ??              | Sébastien Balibar                    | físico                                                        | França         |                                                                           |             |
| ??              | Dougal Dixon                         | geólogo e paleontólogo                                        | Reino Unido    |                                                                           |             |

## Mortes
| Data            | Nome                       | Profissão                      | Nacionalidade                              | Observações | Ref                               |
| --------------- | -------------------------- | ------------------------------ | ------------------------------------------ | --- | --------------------------------- |
| 26 de janeiro   | John Smith Flett           | geólogo                        | Reino Unido da Grã-Bretanha e Irlanda      | n. 1869 Medalha Bigsby 1909 Medalha Wollaston 1935                                                                    | [ 7 ] [ 8 ]                       |
| 13 de fevereiro | Erich Hecke                | matemático                     | Alemanha                                   | n. 1877 |                                   |
| 24 de fevereiro | Pierre Janet               | psicólogo e neurologista       | França                                     | n. 1859 |                                   |
| 24 de fevereiro | Léon Bertrand              | geólogo e mineralogista        | França                                     | n. 1869 |                                   |
| 25 de fevereiro | Friedrich Paschen          | físico                         | Alemanha                                   | n. 1865 Medalha Rumford 1928                                                                                          | [ 9 ]                             |
| 20 de março     | Victor Moritz Goldschmidt  | químico                        | Suíça / Noruega                            | n. 1888 Medalha Elliott Cresson 1903 Medalha Wollaston 1944 prémio Fridtjof Nansen 1912                               | [ 10 ] [ 8 ]                      |
| 29 de março     | William Berryman Scott     | Paleontólogo                   | Estados Unidos                             | n. 1958 Medalha Wollaston 1910 Medalha Mary Clark Thompson 1930 Medalha Penrose1939 Medalha Daniel Giraud Elliot 1940 | [ 11 ] [ 8 ] [ 12 ] [ 13 ] [ 14 ] |
| 30 de abril     | Amroth Wright              | bacteriologista e imunologista | Reino Unido da Grã-Bretanha e Irlanda      | n. 1861 |                                   |
| 20 de maio      | Philipp Lenard             | físico                         | Hungria / Alemanha                         | n. 1862 Nobel de Física 1905 Medalha Rumford 1896                                                                     | [ 2 ] [ 9 ]                       |
| 1 de junho      | David Enskog               | matemático e físico            | Suécia                                     | n. 1884 |                                   |
| 30 de julho     | William Whitehead Watts    | geólogo                        | Reino Unido da Grã-Bretanha e Irlanda      | n. 1860 Medalha Murchison 1915 Medalha Wollaston 1927                                                                 | [ 15 ] [ 8 ]                      |
| 4 de outubro    | Max Planck                 | físico                         | Alemanha                                   | n. 1858 Nobel de Física 1918 Medalha Copley 1929 Medalha Lorentz 1927 Medalha Max Planck 1929                         | [ 2 ] [ 16 ] [ 17 ] [ 18 ]        |
| 13 de novembro  | Abade de Baçal             | arqueólogo e historiador       | Reino Unido de Portugal, Brasil e Algarves | n. 1865 |                                   |
| 1 de dezembro   | Godfrey Harold Hardy       | matemático                     | Reino Unido da Grã-Bretanha e Irlanda      | n. 1877 Medalha Copley 1947 Medalha De Morgan 1929 Medalha Real 1920 Medalha Sylvester 1940 Prémio Chauvenet 1932     | [ 16 ] [ 19 ] [ 20 ] [ 21 ]       |
| 1 de dezembro   | Franz Joseph Emil Fischer  | químico                        | Alemanha                                   | n. 1877 |                                   |
| 17 de dezembro  | Johannes Nicolaus Brønsted | físico                         | Dinamarca                                  | n. 1879 |                                   |
| 30 de dezembro  | Alfred North Whitehead     | filósofo e matemático          | Reino Unido da Grã-Bretanha e Irlanda      | n. 1861 |                                   |

## Prémios

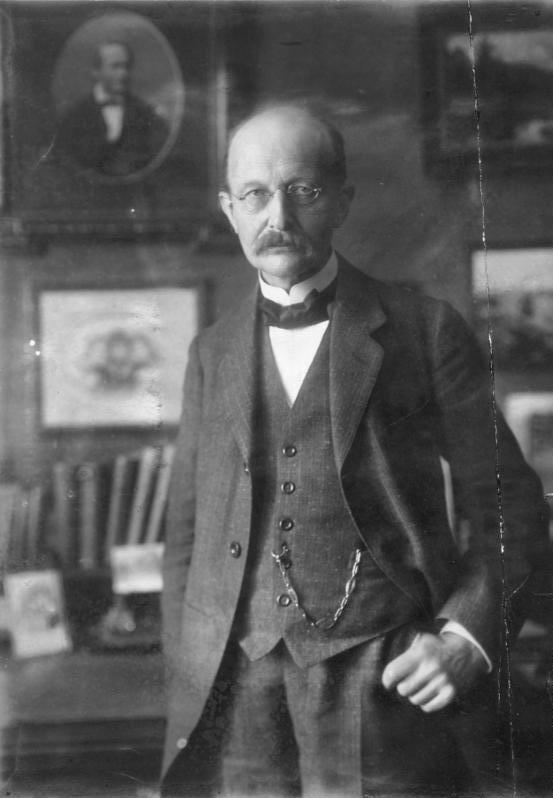
Max Planck (1858 - 1947)

### Medalha Bigsby
- George Hoole Mitchell[7]

### Medalha Bruce
- Bernard Lyot[22]

### Medalha Copley
- Godfrey Harold Hardy[16]

### Medalha Davy
- Linus Carl Pauling[23]

### Medalha Hughes
- Frédéric Joliot-Curie[24]

### Medalha De Morgan
- George Neville Watson[19]

### Medalha Real
- Medalha Real Virologia - Frank Burnet[20]
- Medalha Real Química - Cyril Norman Hinshelwood[20]

### Prémio Nobel
- Física - Edward Victor Appleton[2]
- Química - Robert Robinson[4]
- Medicina - Carl Ferdinand Cori,[25] Gerty Cori,[25] Bernardo Houssay[25]